# Hopalanda

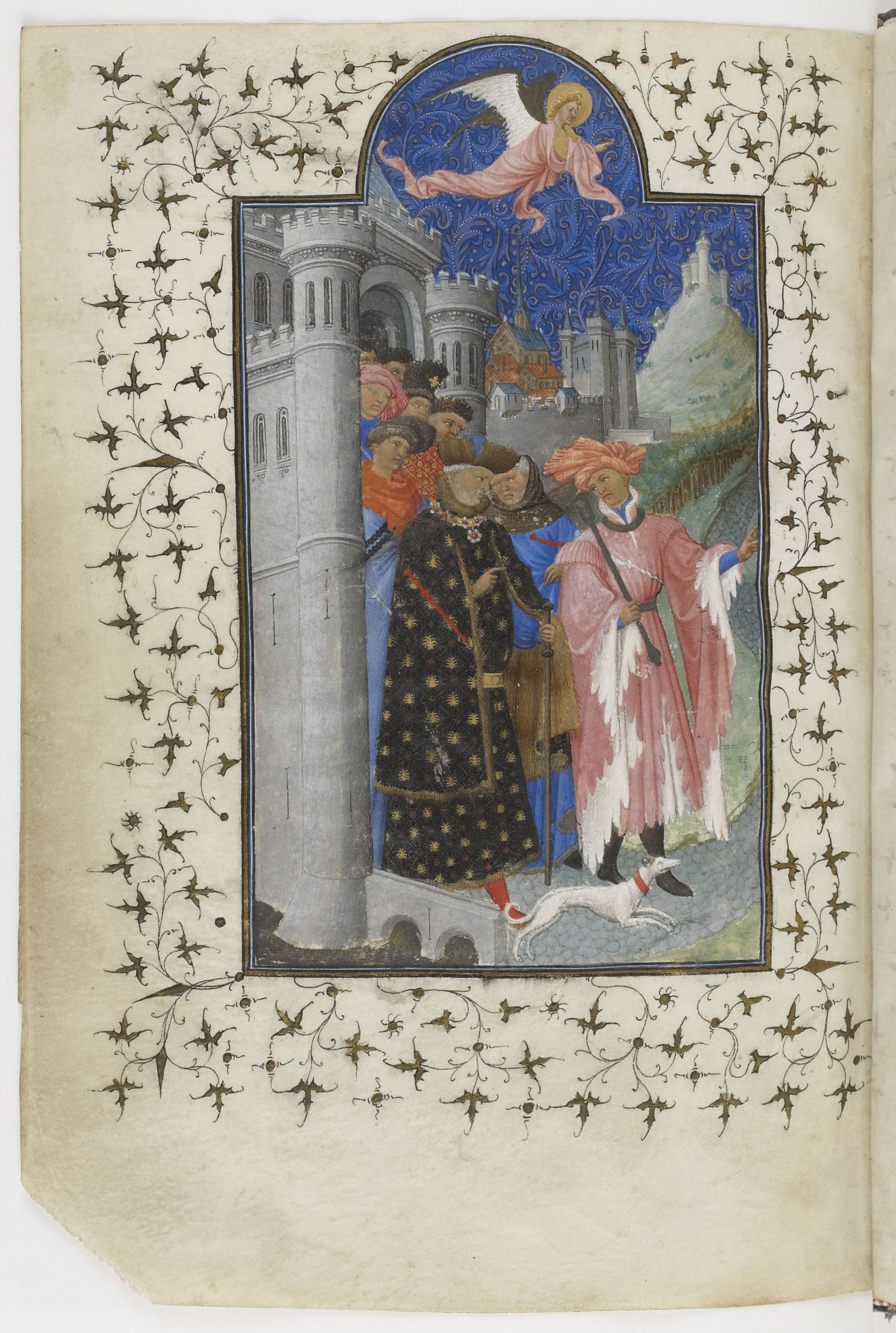
Miniatura de ca. 1412. El hombre de la derecha viste una hopalanda

Una hopalanda es un traje amplio que admitió varios diseños (con y sin mangas, ceñida u holgada, corta o talar) y usos (podía ser una prenda lujosa o corriente y de trabajo).
En los siglos XIV y XV constituyó el exterior del traje masculino o femenino en Europa. Era una especie de bata, a veces larga, a veces corta, con mangas muy largas que llegaban hasta el suelo. Un cuello derecho y alto la mantenía unida al cuello. Era justa de talle y se ceñía a la cintura por un cinturón.
La naturaleza del traje determinaba la longitud de la hopalanda. Para ir al baile, era corta, a veces tan corta que apenas cubría la parte de los muslos. Para los pajes y los criados, así como para los trajes de caza, era norma que cubriera hasta por encima de la rodilla. Las hopalandas largas eran utilizadas para las recepciones o el paseo.
Esta prenda de vestir también se adornaba a menudo con numerosas decoraciones. Estas tenían por objeto mostrar la gloria y el prestigio de la persona que la llevaba. El exterior se adornaba así con bordados, con perlas o con telas preciosas. El interior podía hacerse de terciopelo, satén, lana o también de piel vuelta.
- Datos: Q2710388
- Multimedia: Houppelande / Q2710388